# ساربینووو (شهرستان گوستنگ)
ساربینووو (به لهستانی:  Sarbinowo) یک روستا در لهستان است که در گمینا پونگتس واقع شده‌است. ساربینووو ۲۵۷ نفر جمعیت دارد.